# Alà dei Sardi
Alà dei Sardi (sardinsky: Alà) je italská obec (comune) v provincii Sassari v regionu Sardinie. Nachází se ve výšce 663 metrů nad mořem a má přibližně 1 800 obyvatel. Rozloha obce je 197,99 km².